# Lia Apostolovski
Lia Apostolovski, slovenska atletinja, * 23. junij 2000, Ljubljana.
Lia Apostolovski tekmuje v skoku v višino. Njen oče je nekdanji skakalec v višino in nekdanji slovenski rekorder Sašo Apostolovski, njen trener pa aktualni slovenski rekorder v skoku v višino Rožle Prezelj. Trikrat je osvojila naslov slovenske državne prvakinje na prostem in štirikrat v dvorani. Leta 2021 je osvojil bronasto medaljo na evropskem mladinskem prvenstvu v Talinu. Leta 2022 se je v svojem prvem nastopu na evropskem prvenstvu uvrstila v finale in dosegla sedmo mesto. Leta 2024 je na svetovnem dvoranskem prvenstvu v Glasgowu osvojila bronasto medaljo z izenačitvijo svojega osebnega rekorda 1,95 metra.